# Walther von Brauchitsch
Heinrich Alfred Hermann Walther von Brauchitsch (Berlim, 4 de Outubro de 1881 — Hamburgo, 18 de Outubro de 1948) foi um Generalfeldmarschall (marechal-de-campo) alemão e comandante-em-chefe do exército alemão nos primeiros anos da Segunda Guerra Mundial. Nascido no seio de uma família da aristocracia militar, Brauchitsch iniciou a sua carreira militar em 1901. Durante a Primeira Guerra Mundial, serviu com distinção no pessoal do XVI Corpo, na 34.ª Divisão de Infantaria e no Corpo de Guardas de Reserva na Frente Ocidental.
Depois da chegada ao poder dos nazis em 1933, Brauchitsch ficou responsável pelo Distrito Militar da Prússia Oriental. Apesar de não concordar com o Nazismo,  recebeu grandes somas de dinheiro de Hitler e ficou dependente da sua ajuda financeira. Brauchitsch serviu como comandante-em-chefe do Exército Alemão entre Fevereiro de 1938 até Dezembro de 1941. Teve um papel-chave na Batalha de França e supervisionou a invasão alemã da Jugoslávia e da Grécia. Pelo seu desempenho na Batalha de França, Brauchitsch tornou-se um dos 12 generais promovidos a Generalfeldmarschall.
Depois de ter sofrido um ataque cardíaco em Novembro de 1941, e de ter sido responsabilizado pelo fracasso em Moscovo durante a Operação Tufão, Hitler demitiu-o do cargo de comandante-em-chefe do Exército. O resto da guerra foi passado em reforma forçada. Depois da Segunda Guerra Mundial, Brauchitsch foi preso e acusado de crimes de guerra, mas morreu de pneumonia em 1948 antes de ser processado.

## Primeiros anos e Primeira Guerra Mundial
Brauchitsch nasceu em Berlim a 4 de Outubro de 1881. Era o sexto filho de Bernhard Eduard von Brauchitsch, general de Cavalaria, e de sua esposa Charlotte Bertha von Gordon. A família Brauchitsch tinha uma longa tradição militar e, tal como os seus antepassados, Brauchitsch foi educado na tradição do corpo de oficiais prussianos. A sua família fazia parte dos principais círculos sociais da alta-sociedade berlinense, e, tanto o seu nome de família como o posto militar do seu pai, colocavam-no em pé de igualdade com qualquer oficial ou funcionário. Na sua adolescência, Brauchitsch interessava-se por política, e tinha um fascínio por arte. Para o  ajudar a seguir os seus interesses, o seu pai inscreveu-o no Liceu Francês de Berlim em vez de o fazer numa academia militar.

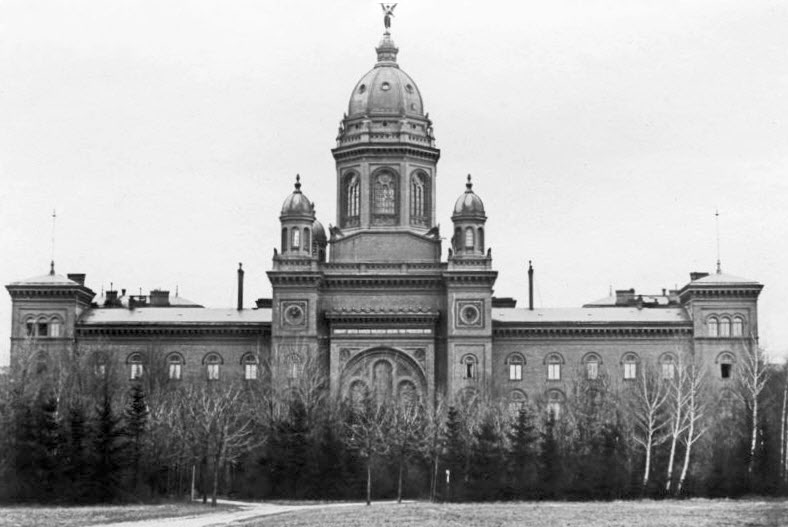
Hauptkadettenanstalt Groß Lichterfelde, a academia militar que Brauchitsch frequentou

Em 1895, Brauchitsch entrou para a academia militar em Potsdam. Mais tarde seria transferido para a Hauptkadettenanstalt Groß Lichterfelde, onde, no último ano, fez parte da turma principal para estudantes com talento, e foi escolhido, tal como o seu irmão Adolf cinco anos antes, para pajem pela imperatriz Augusta Vitória de Schleswig-Holstein. Durante o tempo em que serviu a imperatriz na corte, aprendeu boas maneiras e comportamento que se iriam manter para sempre.
Quando acabou o seu curso em 1900, recebeu a sua comissão num regimento de infantaria. Devido a um problema médico que o tornou incapaz para o serviço na infantaria foi transferido para um regimento de artilharia. Brauchitsch ficou encarregado da formação de recrutas em montar a cavalo. Depois, entrou para o gabinete de Pessoal do General em Berlim, onde foi promovido a primeiro-tenente em 1909.
Quando a Primeira Guerra começou em Agosto de 1914, Brauchitsch estava já no posto de capitão, e foi escolhido para ajudante de pessoal no XVI Corpo de Exército estacionado em Metz. Durante a guerra, serviu na 34.ª Divisão de Infantaria e no Corpo de Guardas de Reserva. Entre 1914 e 1916, participou na Batalha de Verdun e na Batalha da Floresta de Argonne. Nos últimos dois anos do conflito, Brauchitsch combateu na Terceira Batalha de Aisne, na Ofensiva de Aisne-Marne, na Segunda Batalha de Aisne, na Batalha de Armentières e na Batalha da Flandres. Brauchitsch recebeu a Cruz de Ferro de 1.ª Classe e a Ordem da Casa de Hohenzollern, terminando a guerra no posto de major.

## República de Weimar
O exército alemão foi sujeito a uma redução forçada em 1919 para cumprir o estabelecido pelo Tratado de Versalhes, mas Brauchitsch manteve-se ao serviço. Continuou no estado-maior, onde não podia exercer o seu conhecimento sobre artilharia. Em 1920, recebeu autorização para ser transferido para o 2.º Regimento de Artilharia. No ano seguinte, trabalhou no Ministério da Reichswehr (MInistério da Defesa), no Departamento de Artilharia.
A função de Brauchitsch naquele departamento era efectuar a reorganização das formações de artilharia e implementar a sua experiência nos últimos meses da guerra. Acrescentou algumas ideias próprias, incluindo alterações ao sistema de classificação da artilharia ligeira, média e pesada. Esta última, classificada como "artilharia de corpo", passou a designar-se por "artilharia de reforço". Também destacou a importância da combinação e cooperação entre a artilharia e a infantaria.
Após três anos no Departamento de Artilharia, Brauchitsch foi promovido a tenente-coronel em 1925. A partir de 1 de Novembro de 1927, Brauchitsch foi nomeado para Chefe de Estado-Maior da 6.ª Divisão de Infantaria em Münster, Vestfália, uma das guarnições mais fortes na região oeste da Alemanha. Nos últimos anos da República de Weimar, passou a chefiar o Departamento de Treino do Exército sendo promovido a coronel em 1928).

## Alemanha Nazi
Em 1933, Adolf Hitler e o Partido Nazi chegaram ao poder e começaram a expandir o exército para levar a cabo as ambições de Hitler. Dois anos antes, Brauchitsch tinha sido promovido a major-general. Em 1 de Fevereiro de 1933, foi nomeado para comandante do Distrito Militar (Wehrkreis I) da Prússia Oriental e Chefe da 1.ª Divisão em Königsberg. Consequência do rearmamento alemão, a posição de  comando Befehlshaber im Wehrkreis I (Comandante do 1.º Distrito Militar) foi alargada. O pessoal da 1.ª Divisão deu origem ao pessoal do 1.º Corpo de Exército, sendo Brauchitsch nomeado para seu primeiro comandante a 21 de Junho de 1935.
Embora Brauchitsch se sentisse em casa na Prússia, entrou em conflito com Erich Koch, o Gauleiter local (chefe do partido e o administrador civil da província). Koch era conhecido pelos seus negócios obscuros, pelo gosto pelo poder que detinha, e pela natureza violenta com os seus inimigos. Como nem Koch nem Brauchitsch queriam perder os seus lugares na região, os dois tentaram manter os seus governos locais de forma não oficial. Desta forma, Berlim nunca saberia da disputa entre os dois homens.
Anos mais tarde, surgiu um conflito quando Brauchitsch soube que o Reichsführer-SS Heinrich Himmler planeava substituir os guardas do exército na Prússia Oriental por homens da SS, com o objectivo de atacar os judeus, os protestantes e as igrejas católicas no distrito. Embora Brauchitsch tenha conseguido evitar a substituição das forças militares na região, Himmler descreveu-o como "um junker", e informou Hitler sobre o desacordo. Brauchitsch defendeu-se dizendo que fez a sua obrigação, e acrescentou, laconicamente, que os "civis não têm permissão para entrar naquela zona."

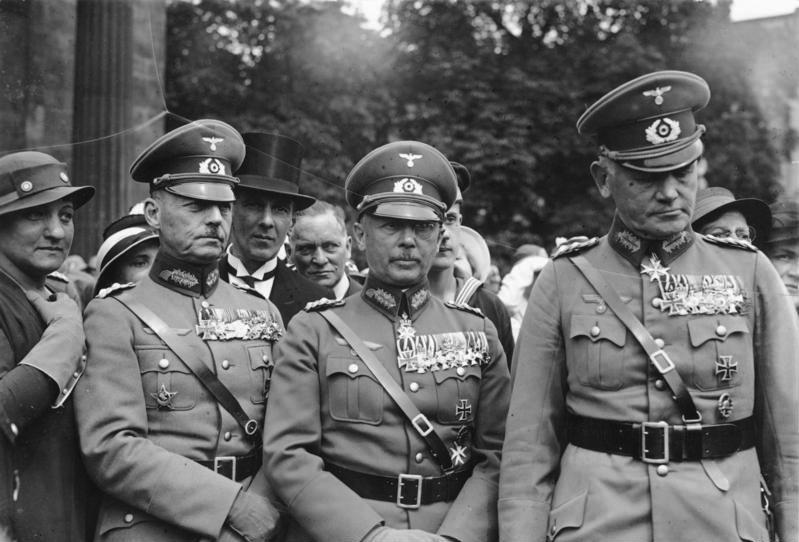
Da esquerda para a direita:: Gerd von Rundstedt, Werner von Fritsch eWerner von Blomberg numa parada militar em 1934

Em 1936, Brauchitsch foi promovido a general de artilharia. Assim, quando o comandante-em-chefe, Werner von Fritsch, foi acusado de homossexualidade, Hitler nomeou Brauchitsch coronel-general e novo comandante do exército, sob recomendação do Alto Comando do Exército a 4 de Fevereiro de 1938. As alegações de homossexualidade eram, na realidade, uma armadilha preparada por Hitler para servir de desculpa para demitir um dos oficiais superiores da aristocracia dentro do Alto Comando do Exército. O afastamento de Fritsch foi um duro teste para a estabilidade a administração interna alemã naquele período.
Brauchitsch recebeu positivamente a política de rearmamento nazi. A relação entre Hitler e Brauchitsch melhorou durante a confusão deste sobre a questão de deixar a sua esposa e ficar a sua amante, durante a crise de Munique; Hitler deixou de lado os seus sentimentos habituais anti-divórcio e aconselhou Brauchitsch a divorciar-se e a casar de novo. Hitler chegou mesmo a emprestar-lhe 80 000 Reichsmarks para que ele pudesse divorciar-se. Com o tempo, Brauchitsch tornou-se muito dependente da ajuda financeira de Hitler.
Tal como o coronel-general Ludwig Beck, Brauchitsch opôs-se à anexação da Áustria e à ocupação alemã da Checoslováquia, apesar de não ter sido contra os planos de Hitler para a guerra, novamente preferindo abster-se da política.
Nos últimos meses antes da guerra, Brauchitsch concentrou-se no potencial de Itália para ajudar a causa do exército nazi. Esta ajuda revelou-se uma tarefa difícil, pois o líder italiano, Benito Mussolini, esperava ajuda económica do Reich em troca da sua colaboração militar. Fritsch já tinha dito a Brauchitsch que o exército italiano "encontrava-se em péssimas condições de combate". Joachim von Ribbentrop, o ministro dos Negócios Estrangeiros e principal arquitecto da Aliança do Eixo, interferia, constantemente, com os esforços de Brauchitsch, pois queria ver o seu trabalho consolidado a todo o custo.

## Segunda Guerra Mundial
Durante a invasão da Polónia, Brauchitsch supervisionou muitos dos planos. A campanha polaca era habitualmente citada como o primeiro exemplo de blitzkrieg, mas esta não era uma teoria ou doutrina oficial. A campanha não se parecia com a percepção popular daquilo que se passaria a designar por blitzkrieg. As divisões panzer encontravam-se espalhadas entre a infantaria e não tinham independência operacional nem eram organizadas en masse, como seriam em 1940 na invasão da Europa Ocidental. O método de operação da Wehrmacht na Polónia seguia o mais tradicional Vernichtungsgedanke. O que habitualmente se designa por blitzkrieg só se desenvolveria após a campanha no ocidente em Junho 1940. Não seria a causa, antes sim a consequência  da vitória. O próprio Brauchitsch teve de ser convencido que os blindados podiam operar de forma independente, antes da campanha.
Brauchitsch apoiou várias medidas duras contra a população polaca, defendendo a sua necessidade para assegurar o Lebensraum ("espaço vital") alemão. Teve um papel central nas condenações à morte de polacos feitos prisioneiros na defesa do Posto de Correio em Danzig, rejeitando os pedidos de perdão.[carece de fontes?]

### Invasão da Europa Ocidental e dos Balcãs
No início de Novembro de 1939, Brauchitsch e o Chefe do Estado-Maior, Franz Halder, começaram a pensar em tirar Hitler do poder, que tinha fixado o dia para a invasão da França para 12 de Novembro de 1939. Ambos os militares acreditavam que a invasão estava condenada ao fracasso. A 5 de Novembro de 1939, O Estado-Maior do Exército preparou um memorando especial recomendando um ataque às potência ocidentais nesse mesmo ano. Brauchitsch, relutantemente, concordou em ler o documento a Hitler, e assim o fez numa reunião a 5 de Novembro. Brauchitsch tentou convencer Hitler a cancelar o dia marcado para a invasão argumentando que o moral do exército alemão se encontrava pior do que em 1918; o argumento enfureceu Hitler, e repreendeu de forma brutal Brauchitsch, chamando-o de incompetente. Brauchitsch continuou as suas queixas: "o espírito agressivo da infantaria alemã encontra-se tristemente abaixo do padrão da Primeira Guerra Mundial ... [têm havido] certos indícios de insubordinação semelhantes àqueles de 1917–18."
Hitler ficou furioso e acusou o Estado-Maior, e Brauchitsch pessoalmente, de deslealdade, cobardia, sabotagem e derrotismo. Regressou ao qurtel-general da infantaria em Zossen, aonde "chegou em tal estado que, de início, nem conseguia dar relatar coerentemente o que tinha sucedido." Depois daquela reunião, tanto Brauchitsch como Halder disseram a Carl Friedrich Goerdeler, um dos principais líderes do movimento anti-nazi, que retirar Hitler do poder era simplesmente algo que não podiam fazer e que ele devia procurar por outros oficiais que quisessem fazer parte do plano. Hitler marcou uma reunião com o Estado-Maior, onde declarou que esmagaria o Ocidente no espaço de um ano. Também prometeu "destruir o espírito de Zossen", uma ameaça que fez tremer Halder de tal forma que forçou os conspiradores a cancelarem o plano para a segunda tentativa de golpe-de-estado. A 7 de Novembro, no seguimento de várias fortes tempestades de neve, Hitler adiou o dia-X até data a anunciar, o que retirou a vontade a Brauchitsch e Halder para levar avante o seu plano.

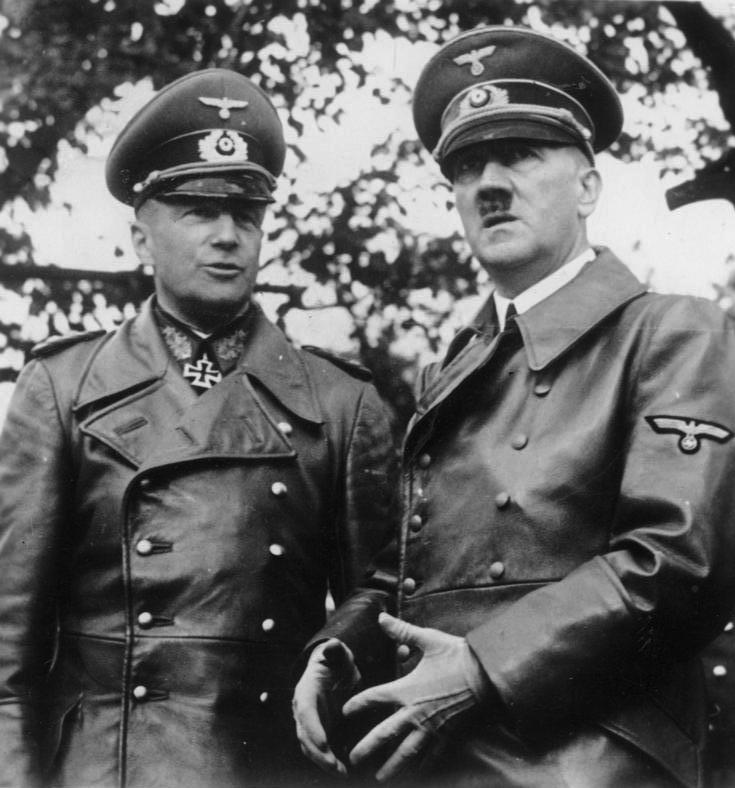
Brauchitsch com Hitler em Varsóvia, Outubro de 1939

Enquanto as tropas se preparavam para a Batalha de França, um estratega alemão de nome Erich von Manstein, então chefe do Estado-Maior do Grupo de Exércitos A, apresentou o seu famoso Sichelschnitt (plano "corte de foice"). Brauchitsch e Halder, contudo, não aprovaram o plano. Quando Manstein insistiu para que o plano fosse aceite, Halder sugeriu transferir Manstein para longe, oara leste, para assim reduzir a sua influência no processo de planeamento. Brauchitsch concordou e transferiu-o para a Silésia. No entanto, Hitler convidou um grupo de oficiais para almoçar, e Manstein estava entre eles. Este conseguiu apresentar o seu plano directamente a Hitler. No dia seguinte, Hitler deu ordem a Brauchitsch para aceitar o plano de Manstein, que o Führer o apresentou como sendo seu. Apesar do seu cepticismo inicial, Brauchitsch encontrou potencial no plano e achou que o exército tinha boa probabilidade de vitória em França.
Depois da surpreendentemente rápida tomada de França, Brauchitsch foi promovido a marechal-de-campo em Julho de 1940, durante a Cerimónia dos Marechais-de-Campo de 1940. Após a ocupação e divisão da França, ele e o restante alto-comando esperavam que a Grã-Bretanha fosse igualmente conquistada de forma rápida e fácil, agora seriamente afectada pela campanha francesa. Brauchitsch estava confiante que a Grã-Bretanha fosse derrotada com facilidade: "Consideramos que a vitória já foi alcançada. A Inglaterra continua segura, mas só até nós quisermos." Se a Operação Leão Marinho, o plano para a invasão da Grã-Bretanha, tivesse sucesso, Hitler pretendia colocar Brauchitsch como chefe da nova conquista. Como a Luftwaffe não conseguiu obter a superioridade aérea, a Batalha da Grã-Bretanha (ou Batalha da Inglaterra) representou uma derrota para os alemães, facto que levou ao cancelamento do plano.
Nas rápidas invasões e ocupações da Jugoslávia e Grécia no início de Abril de 1941, os alemães mobilizram 337 000 homens, 2000 morteiros, 1500 peças de artilharia, 1100 armas anti-tanque, 875 tanques e 740 veículos blindados, todos sob o comando de Brauchitsch. No final desse mês, a Jugoslávia e a Grécia estavam sob o domínio alemão.

### Operação Barbarossa
Brauchitsch deu ordem aos seus oficiais e tropas para que cessassem com as críticas às políticas racistas nazis, poisiriam ser necessárias medidas muito duras para a "vindoura batalha pelo destino do povo germânico". Quando a Alemanha se virou para o Leste e invadiu a União Soviética em Junho de 1941, Brauchitsch teve, de novo, um papel fulcral, fazendo alterações ao plano original. Tal como o seu amigo e colega Wilhelm Keitel, Brauchitsch não reclamou quando Hitler deu instruções ao exército alemão idênticas às dadas às SS - matar no território ocupado -, mas, mais tarde, emitiu uma série de decretos que ordenavam que os Comissários deviam ser executados apenas se os seus sentimentos anti-germânicos fossem "particularmente reconhecíveis".
Durante a Batalha de Moscovo, a sua saúde começou a decair. Mesmo assim, continuou o seu trabalho, pois estava determinado a tomar Moscovo antes do início do Inverno. O fracasso do exército em não conseguir tomar Moscovo, levou a uma quebra nas relações com Hitler, e a situação piorou quando ele sofreu um ataque cardíaco em Novembro. Brauchitsch ficou a saber que tinha uma doença cardíaca maligna, muito provavelmente incurável.

### Demissão e pós-guerra
No rescaldo do fracasso de Moscovo, Brauchitsch foi demitido de comandante-em-chefe do Exército alemão a 19 de Dezembro, e foi transferido para a Führerreserve (reserva de oficiais), onde ficou, sem qualquer função, até ao fim da guerra; nunca mais viu Hitler. Passou os últimos três anos da guerra a viver nas montanhas Brdy, a sudoeste dePraga. Um dos poucos comentários públicos que fez após a sua reforma, foi a condenar o atentado de 20 de Julho contra Hitler, no seguimento do qual denunciou vários ex-colegas. Mais tarde, pediu desculpa a Halder, dizendo que tinha sido forçado a fazê-lo para salvar a vida a um familiar.
Depois da guerra, em Agosto de 1945, Brauchitsch foi detido na sua propriedade e preso no Campo 198, Gales do Sul. As suas acusações de crime de guerra incluíam conspiração e crimes contra a humanidade. Brauchitsch morreu no dia 18 de Outubro de 1948 de pneumonia brônquica num hospital controlado pelos britânicos em Hamburgo, aos 67 anos de idade, antes de ser condenado.

## Vida pessoal
Em 1910, Brauchitsch casou com a sua primeira mulher, Elizabeth von Karstedt, uma herdeira abastada de 300 000
 acre(s)s (1 200 km2) em Brandenburgo. O casal teve dois filhos e uma filha, um deles Bernd von Brauchitsch que, mais tarde prestou serviço na Luftwaffe durante a Segunda Guerra Mundial como assistente pessoal de Hermann Göring. Divorciaram-se em 1938 após 28 anos de casamento, pois Brauchitsch conheceu outra mulher por quem criou uma relação.
Em 1925, Brauchitsch conheceu Charlotte Rueffer, filha de um juiz da Silésia. Ele quis o divórcio, mas a sua esposa recusou. Mais tarde, Rueffer casou com um director de um banco de nome Schmidt, que se afogou enquanto tomava banho, durante uma visita a Berlim. Quando Brauchitsch regressou da Prússia Oriental em 1937, o casal continuou a sua relação. Casaram-se pouco depois, logo a seguir ao divórcio com Karstedt.
Brauchitsch era tio de Manfred von Brauchitsch, um corredor de  automóveis da Mercedes-Benz "Silver Arrow" nos anos 1930, e também de Hans Bernd von Haeften e Werner von Haeften, membros da Resistência Alemã contra Hitler.

## Análise histórica
O historiador Helmut Krausnick caracteriza Brauchitsch como "um profissional de excepção que fez o que era esperado de si na sua profissão, mas que não tinha capacidade suficiente para lidar com Hitler". Por outro lado, o historiador Ian Kershaw vê Brauchitsch como um "indivíduo fraco, que se sentia medo de Hitler. Ele não era uma pessoa para fazer lidar com situações frontais ou revoltas."

## Prémios e condecorações
- Cruz de Ferro (1914) de 2.ª Classe (13 de Setembro de 1914) & 1.ª Classe (1 de Outubro de 1915)[48]
- Ordem de Frederico com Espadas Swords de Württemberg (7 de Maio de 1915)[48]
- Cruz de Cavaleiro da Ordem da Casa de Hohenzollern com Espadas (15 de Maio de 1917)[48]
- Cruz de Honra de Saxe-Meiningen por Mérito de Guerra (2 de Janeiro de 1918)[48]
- Condecoração de Serviço pelos 25 anos de serviço (17 de Abril de 1920)[48]
- Cruz de Honra da Primeira Guerra Mundial (18 de Dezembro de 1934)[48]
- Medalha Militar de Longo Serviço (Wehrmacht) de 1.ª Classe (2 de Outubro de 1936)[48]
- Ordem do Mérito da República da Hungria de 1.ª Classe (20 de Agosto de 1938)[49]
- Estrela da Medalha da Cruz Vermelha Alemã (5 de Sptembro de 1938)[49]
- Grã-Cruz da Real Ordem dos Santos Maurício e Lázaro de Itália  (3 de Janeiro de 1939)[48]
- Grã-Cruz da Ordem da Rosa Branca da Finlândia (10 de Março de 1939)sfn|Thomas|Wegmann|1993|p=49}}
- Ordem da Coroa Jugoslava de 1.ª Classe (1 de Junho de 1939)[48]
- Medalha da Região dos Sudetas com Fecho (7 de Junho de 1939)[48]
- Fecho da Cruz de Ferro (1939) 2.ª Classe (30 de Setembro de 1939) & 1.ª Classe (30 de Setembro de 1939)[48]
- Cruz de Cavaleiro da Cruz de Ferro em 30 de Setembro de 1939 como coronel-general e Comandante-em-Chefe do Exército[50]
- Ordem do Mérito Militar de Espanha de 1.ª Classe (1939)[48]
- Grã-Cruz da Real Ordem de Santo Alexandre da Bulgária com Espadas (15 de Maio de 1941)[48]
- Grã-Cruz da Real Ordem do Mérito da República da Hungria com Espadas (31 de Maio de 1941)[48]
- Grã-Cruz Romena da Ordem de Miguel, o Valente (11 de Outubro de 1941)[12]
- Cruz de Herói de Guerra de 1.ª Classe (20 de Outubro de 1941)[12]
- Grã-Cruz da Ordem da Cruz da Liberdade finlandesa (19 de Julho de 1942)[12]
- Ordem do Sol Nascente de 1.ª Classe (26 de Setembro de 1942)[12]

| Cargos militares                                | Cargos militares                                                                       | Cargos militares                                     |
| ----------------------------------------------- | -------------------------------------------------------------------------------------- | ---------------------------------------------------- |
| Precedido por Generaloberst Werner von Blomberg | Comandante do Wehrkreis I 1 de Fevereiro de 1933 – 1 de Abril de 1937                  | Sucedido por General de Artilharia Georg von Küchler |
| Precedido por -                                 | I Corpo de Exército 21 de Junho de 1935 – 1 de Abril de 1937                           | Sucedido por General de Artilharia Georg von Küchler |
| Precedido por Generaloberst Werner von Fritsch  | Comandante-em-Chefe do Exército Alemão 4 de Fevereiro de 1938 – 19 de Dezembro de 1941 | Sucedido por 'Führer und Reichskanzler' Adolf Hitler |

Predefinição:Subject bar